# Chanin Building
Chanin Building este o clădire din New York City.

## Galerie

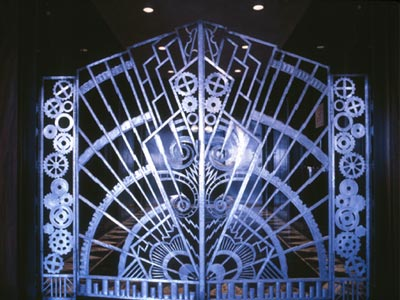
Poartă, design de Rene Paul Chambellan
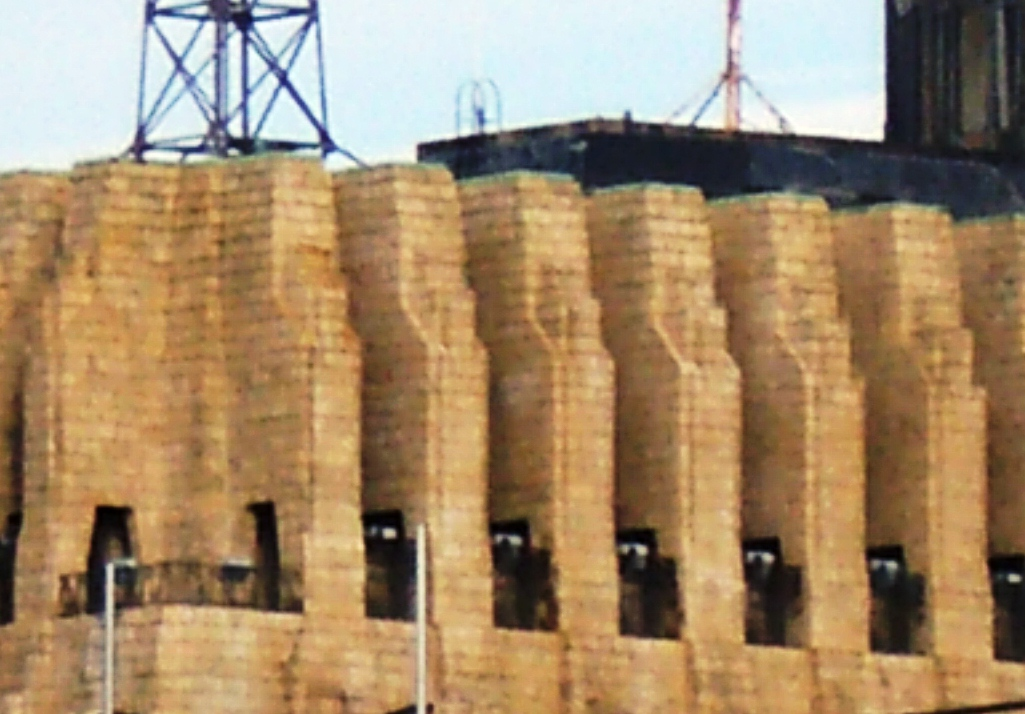
Vârf crenelat